# Hedriodiscus truquii
Hedriodiscus truquii är en tvåvingeart som först beskrevs av Luigi Bellardi 1859.  Hedriodiscus truquii ingår i släktet Hedriodiscus och familjen vapenflugor. Inga underarter finns listade i Catalogue of Life.